# Bosna Sarajewo (szachy)
Bosna Sarajewo – bośniacki klub szachowy, powstały w 1960 roku, od 1976 roku pod obecną nazwą.

## Historia
Klub powstał 5 stycznia 1960 roku w ramach związku „Iskra” i początkowo liczył 33 członków. Założycielem był student prawa Milorad Gaćina. 15 lipca 1976 roku klub wstąpił do Uniwersyteckiego Towarzystwa Sportowego „Bosna”. Bosna siedmiokrotnie (1983, 1984, 1985, 1986, 1987, 1990, 1991) zdobyła mistrzostwo Jugosławii. Od 1999 roku klub jest organizatorem turnieju Bosna.
W 1994 roku po raz pierwszy klub triumfował w Klubowym Pucharze Europy, a jego zawodnikami byli wówczas Garri Kasparow, Ivan Sokolov, Predrag Nikolić, Zurab Azmaiparaszwili, Bojan Kurajica, Emir Dizdarević, Symbat Lyputian i Kemal Osmanovic. W następnych latach szachistami Bosny byli m.in. Jewgienij Bariejew, Weselin Topałow, Jeroen Piket, Zdenko Kožul, Kirił Georgiew, Siergiej Mowsesjan, Suat Atalık, Michael Adams, Aleksiej Szyrow czy Teymur Rəcəbov. Kolejne triumfy w Pucharze Europy Bosna osiągnęła w latach 1999, 2000 i 2002.